# Бардинская
Бардинская — деревня в Верхнекамском районе Кировской области России. Входит в состав Рудничного городского поселения.

## География
Деревня находится на северо-востоке Кировской области, в центральной части Верхнекамского района, к западу от реки Волосница. Абсолютная высота — 143 метра над уровнем моря.
Расстояние до районного центра (города Кирс) — 34 км.

## Население
По данным Первой Ревизии (1722-1727 гг) в деревне насчитывалось 11 душ мужского пола.
По данным Второй Ревизии (1748 год) в деревне насчитывалось 13 душ мужского пола (государственные черносошные крестьяне)
В "Списке населенных мест Вятской губернии 1859-1873гг" указано 130 жителей (63 мужчины, 67 женщин), 17 дворов.
Согласно "Книге Вятских родов" В.А.Старостина в деревне Бардинской в 1891 году проживало 192 жителея обоего пола (28 семей). Основные промыслы: возчик дров, подёнщик.
В "Списке населенных мест Вятской губернии по переписи 1926 года" указано 283 жителя (134 мужчины, 149 женщин), 54 хозяйства.
По данным Всероссийской переписи, в 2010 году численность населения деревни составляла 1 человек.